# Hörnån
Hörnån (även Hörneån) är en liten skogsälv i norra Ångermanland och södra Västerbotten, cirka 70 kilometer lång. Avrinningsområdet är 396 km². Ån rinner upp kring Pålvattsliden i den östligaste delen av Bjurholms kommun i Västerbotten. Hörnåns största biflöde är Armsjöbäcken.
År 1987 slutförde SMHI en översyn av Sveriges namn på vattendrag och ändrade då bland annat stavningen på huvudavrinningsområde nummer 29 från Hörneån till Hörnån. Nära kusten kallas den fortfarande Hörneån, bägge namnen förekommer. I VISS heter vattendraget Hörnån.

## Etymologi
Åns namn kommer från horn, syftande på Hörnåns vindlingar. Äldre namn inkluderar bland annat Hörnsjö älfwen och Hörnsjöån.

## Geografi

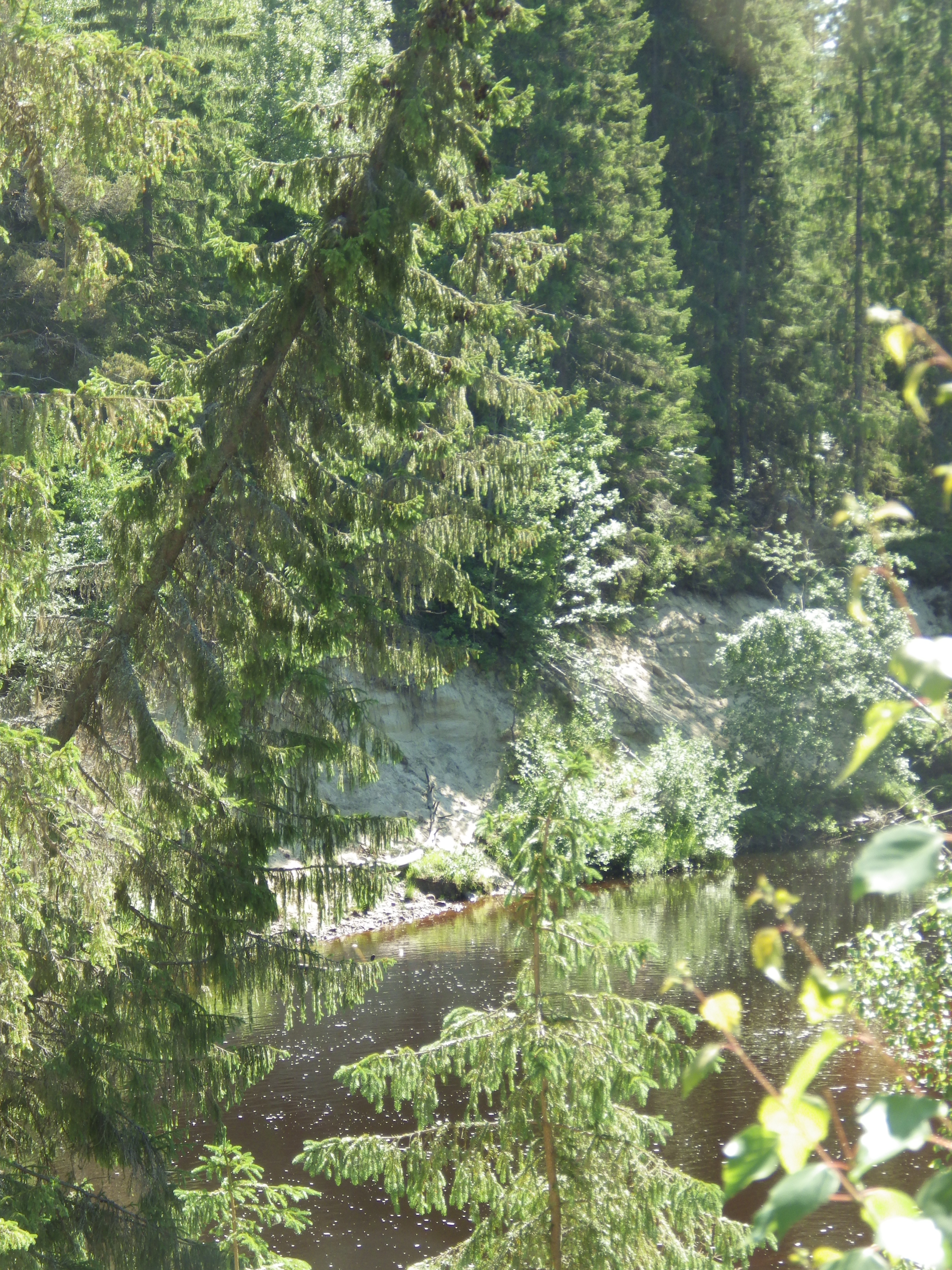
En nipa i Hörnån vid Ysseldalarna.

Hörnån är en liten skogsälv vars älvdal helt omfamnas av Umeälven i norr och Öreälven till söder. Hela ån ligger under högsta kustlinjen förutom en liten del i avrinningsområdets övre fjärdedel. Avrinningsområdet kan delas i två områden: ovan och nedan Hörnsjön. Den övre delen är rik på myrar och relativt flack ner till Hörnsjön, i den nedre delen uppstår en djupare mer aktivt eroderad dalgång med nipor, raviner, svämplan och terrasser.  Mest uttalad är variationen i Hörnåns naturreservat ovanför Bjännberg samt sträckan från Häggnäs till Ysseldalarna där ån även efterlämnat en liten avsnörd korvsjö precis som sina större syskon strax till söder. 

### Hav
Ån rinner ut i Norra kvarken i Bottniska viken och har en långsträckt grund omgivande skärgård med öar som öppnar sig via kvarkens tröskel mot Valsörarna och Vasa skärgård i Finland. Några kilometer söder om mynningen ligger Norrbyskär intill fiskebyn Norrbyn där Umeå marina forskningscentrum anlades 1989. Söder om Norrbyskären mynnar sedan Öreälven ut ovan Järnäshalvön i det cirka 47 000 hektar stora Örefjärden-Snöanskärgårdens marina naturreservat.
Norrut efter kusten ligger två något mindre marina naturreservat; Umeälvens delta samt Holmöarnas naturreservat.De närmaste mindre intilliggande vattendragen är Ängerån som mynnar några kilometer söderut nära Norrbyn samt Sörmjöleån och Åhedån några kilometer norrut. 
Norra Kvarken är ett ekologiskt högproduktivt område och utgör norra gränsen för marina arter i Östersjön.

### Land

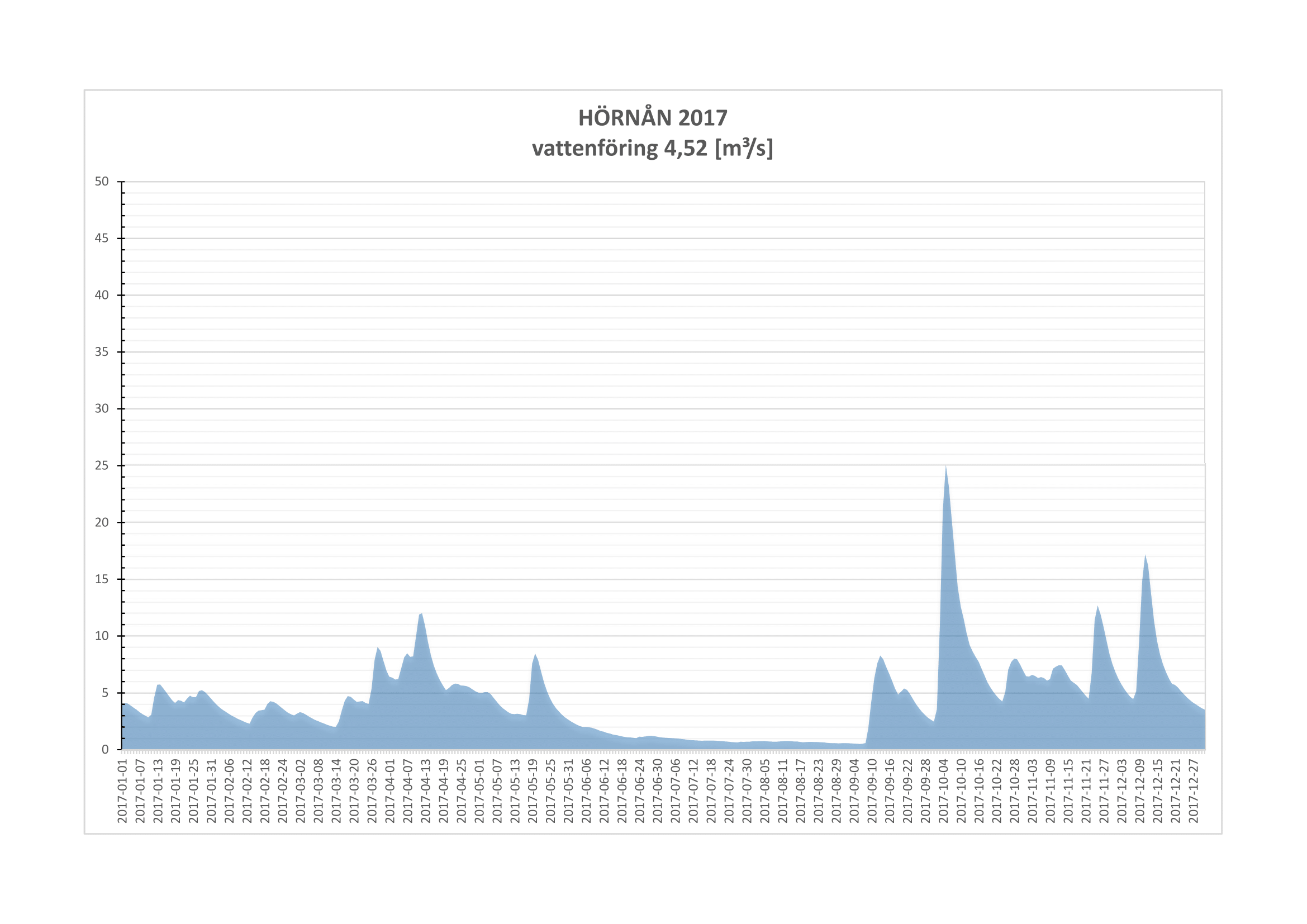
2017 var ett odramatiskt år med ett genomsnittligt flöde på cirka 4,52 m^{3}/s.

Kusten har en landhöjning av drygt 9 mm per år i södra Västerbotten. Det grunda havet i kvarken gör att kustlinjen snabbt flyttar utåt. I avrinningsområdets övre del passerar havets högsta historiska kustlinje genom Tribladtjärns naturreservat. Här finns även Kvillträskets naturreservat. I den nedre halvan finns utöver Hörnåns naturreservat även Långbergskullarnas naturreservat. Kullarna är en östlig vattendelare mellan Hörnån och Sörmjöleån: avvattningen sker till väster av Hörnån via Degerbäcken och till öster av Sörmjöleån. Skalbergets liksom Bjännbergets naturreservat ligger även de i den nedre delen av avrinningsområdet. Området är glest bebyggt med få byar och samhällen och har intensivt skogsbruk. Hörnån är sträckvis väglös, oåtkomlig, krävande och brant med vildmarkskaraktär.

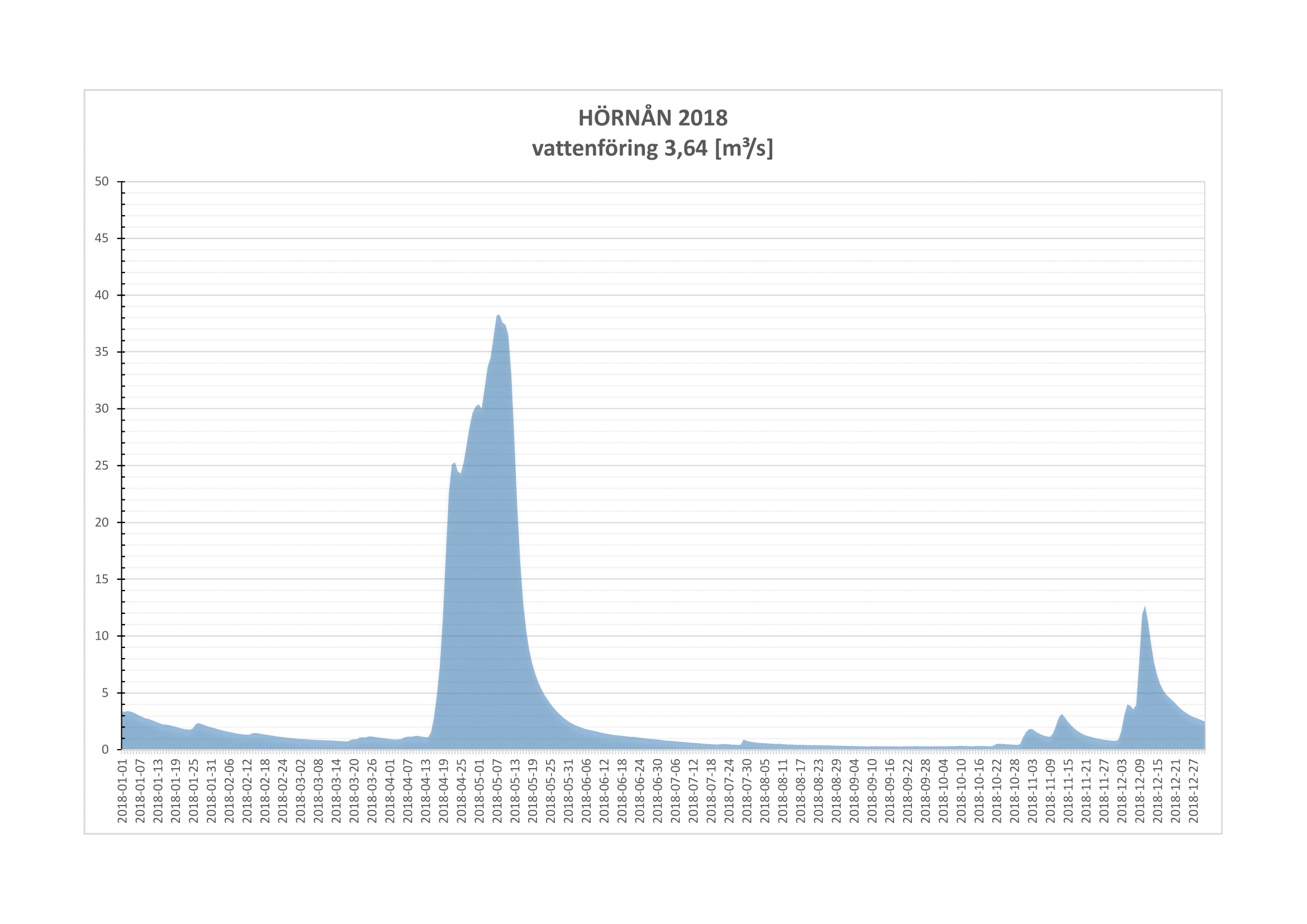
2018 uppvisade ett lägre genomsnittligt flöde trots en skillnad mellan min och max flöde på cirka 100 gånger.

### Flöde
Sjöarna som avvattnas är i ordning Stor-Armsjön, Lill-Armsjön, Torrsjön och Hörnsjön. Ån har många små biflöden som alla domineras av Armsjöbäcken vilken rinner in från nordväst i den övre delen. Enligt gängse konvention gör det bäcken till ett högerbiflöde när man tittar från källa mot mynning i havet. Det största biflödet i nedre delen är Degerbäcken som rinner in från norr vid Bjännberg, vilket gör ett vänsterbiflöde på samma sätt.  
Hörnån har stor variation mellan min- och max-flöde beroende på årstid och nederbörd: lägsta flöde cirka 0,5 m³/s och motsvarande högsta ungefärligen 50 m³/s, en skillnad på två magnituder eller 100 gånger.
Norr om Bjännberg inom naturreservatet terminerar Umeälvsåsen, vilken utgör en källa av grundvattenutflöde till Hörnån.

## Påverkan
Hörnån är liksom andra större kustmynnande vattendrag efter Norrlandskusten starkt påverkad av mänskliga aktiviteter. Ån har stängts av med dammar för mekanisk vattenkraft, flottats för timmer samt försurats av nederbörd.

### Dammar
Två vandringshindrande dammar har konstruerats i huvudflödet. Bruksdammen i Hörnefors som existerat i flera former sedan järnbruket byggdes samt kvarndammen nedan Hörnsjön. Järnbruket anlades i Hörnefors 1775 och drevs fram till 1902. För att förse Hörnefors järnbruk med vattenkraft byggdes då en damm i Hörnån intill dagens Hörnefors brukskyrka. 
Efter järnbrukets nedläggning anlades 1906 en sulfitfabrik vid åmynningen. Dammen byggdes efter det om med en tub för att föra en mindre del vatten på åns västra sida i cirka 3 kilometer, delvis ovan mark, ned till fabriken där vattnet renades för att användas i processen.
Huvudfåran nedanför dammen har dock aldrig varit torrlagd. Tuben avvecklades på 1970-talet. År 1982 lades verksamheten vid fabriken ned. En svagt fungerande fisktrappa fanns i dammen sedan 1950-talet till dammens öppnande.
Ån har aldrig nyttjats för elproduktion, den tillgängliga effekten är för genomsnittligt låg och variabel för att vara lönsam. Sulfitfabriken vid mynningen fick istället sin elkraft från ett kraftverk som byggdes speciellt för det syftet i Gideälven i Ångermanland.  

### Flottning
Hörnån har varit allmän flottningsled och har påverkats starkt av rensningar, avstängningar av sidofåror samt kanaliseringar. Flera flottningsdammar konstruerades i biflöden, mest noterbart i utloppen av Stor-Armsjön och Lill-Armsjön. Flottningen avlystes 1950. Armsjöbäcken har runt Vitvattnensängarna helt grävts om över en sträcka av 2 kilometer under 1949–1950.
Hörnsjön, som är den centrala naturliga reservoaren i flödet, har sänkts totalt 1,2 meter motsvarande minst 700 000 kubikmeter.  

### Försurning
Ån har liksom alla de omgivande kustnära vattendragen utsatts för surt nedfall från industrier och verksamheter efter kusten samt de stora kolkraftverken med skorstenar över 300 meters höjd i centrala och östra Europa.

## Återställning
Hörnån undergår sedan 2011 en systematisk återställning i Länsstyrelsen Västerbottens regi. Den första direkta åtgärden var kalkning för att neutralisera luftburen försurning. Kalkningsstart för Hörnån är 1991. Kalkningen kommer fortgå under överskådlig tid.
Holmbackaforsarna restaurerades 1997. Den 18 oktober 2002 öppnades sättarna i dammen i Hörnefors efter 200 år. Bruksdammen i Hörnefors, som hindrade all fiskvandring upp i Hörnån, är den ekologiskt viktigaste som åtgärdats med bidrag för biologisk återställning i Västerbotten. I april 2003 revs även kvarndammen i Sågforsen nedanför Hörnsjön. 
Under 2004 och 2005 skapades sedan nya lekbäddar via helikopter i sträckan Ysseldalarna upp till Tredingen. Alla återstående forssträckor har restaurerats under perioden 2011 till 2019: totalt 11 kilometer i Hörnån samt 4,5 kilometer i Armsjöbäcken. Lekgrus utgör fortfarande 2020 en bristvara i huvudfåran.
35 000 laxsmolt med ursprung från Umeälven sattes ut under åren 1988-1990 utan att resultera i någon föryngring. Efter dammen öppnades 2002 har naturlig etablering av lax från omgivande skogsälvar skett. Utsättning av havsöring har skett så sent som 2003-2007.
Vattenytan på Hörnsjön är när detta skrivs 2020 vid den sänkta nivån. Återställningen beräknas slutföras under 2021–2022 med öppnande av sju flottningsdammar i biflöden samt utläggning av 900 ton lekgrus via helikopter.

## Naturvärden
Ån håller både bäver och utter. 
Hörnåns avrinningsområde ansluter till ett vidare område av norra Ångermanland och södra Västerbotten (Lögdeälven och Öreälven) som håller alla rovdjur utom varg och järv. De stora hjortdjuren inom avrinningsområdet är representerade av älg, rådjur, kronhjort samt vinterbetande ren från Vapstens renskötselområde.
Enligt elfiskeregistret (SERS) har följande arter noterats i ån: abborre, bäcknejonöga, elritsa, flodnejonöga, gädda, gärs, harr, lake, lax, löja, mört, siklöja, småspigg, storspigg, stensimpa, stäm samt öring. Ruda, nors och sik har noterats i enstaka sjöar.
Kungsfiskare har noterats 2016, 2017 samt 2020. Sju av Sveriges åtta hackspettsarter har noterats inom avrinningsområdet. Ett vidsträckt område som innefattar delar av Lögdeälven, hela Leduåns avrinningsområde, samt delar av Öreälvens och Hörnåns avrinningsområden ingår i Naturvårdsverkets åtgärdsprogram för vitryggig hackspett. För Hörnåns del omfattar det hela nedre delen av dalgången från Hörnsjö till mynningen. Området är namngivet som område nummer fem: "Värdetrakt Lögdeälven" i den uppdaterade åtgärdstabellen 2025-2029.
Fladdermöss har här flyttrutter efter kusten samt över Kvarken mellan Sverige och Finland. Sex olika fladdermusarter har noterats runt mynningsområdet. Långbergskullarna är en tidigare känd lokal för den fridlysta och mycket ovanliga laven långskägg som dock inte återfunnits här sedan 1930-talet. Hörnån ligger i ett av Västerbottens prioriterade områden för lövskogsskötsel.
Hörnån är år 2020 varken klassad som vildlaxälv eller potentiell vildlaxälv av ICES. Kategorierna är otydligt definierade.

## Historia

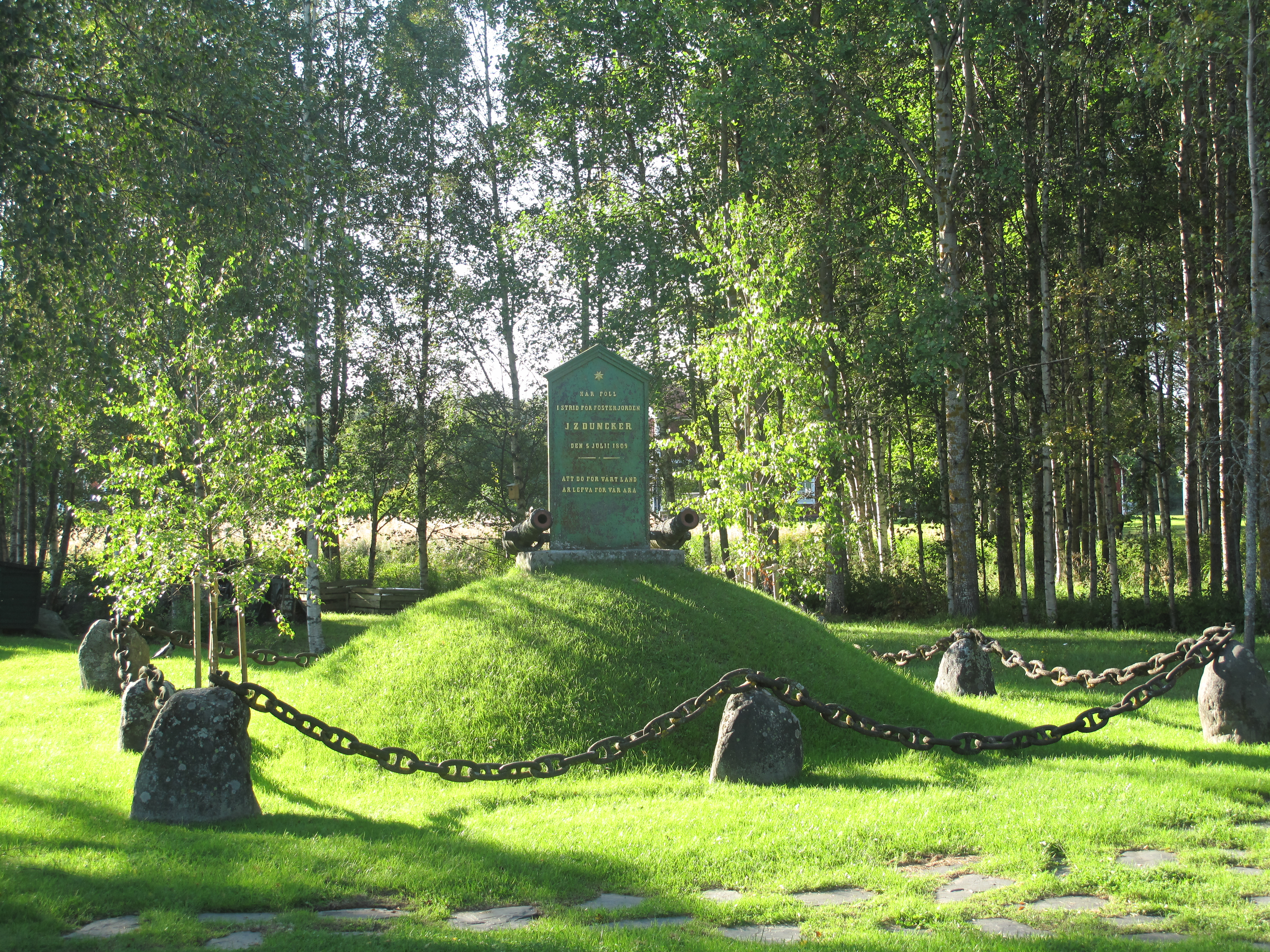
Dunckers monument intill Hörnån.

Hörnån är känd för att vara platsen där Överstelöjtnant Joachim Zachris Duncker stupade för Sverige 1809 i kriget mot Ryssland. Även de ryska kosackernas chef Aerekoff stupade i striden. Platsen är markerad med ett monument intill Hörnefors bruk och Brukskyrka där striden om bron över Hörnån stod. Bägge är gravsatta intill Umeå stadskyrka 28 kilometer norrut vid Umeälven.                                                  
Inskriptionen på monumentet lyder:                                                 
Att Dö För Vårt Land, Är Lefva För Vår Ära
De två små kanonerna är symboliskt riktade över Hörnån mot de ryska befästningarna. En ceremoni hålls regelbundet på årsdagen sedan 2009 för minnet av striden där Duncker stupade – sista gången Sverige och Finland stred som ett enat land. Monumentet restes år 1874.

## Fiske
Fiske administreras av Hörnåns FVO.

## Galleri

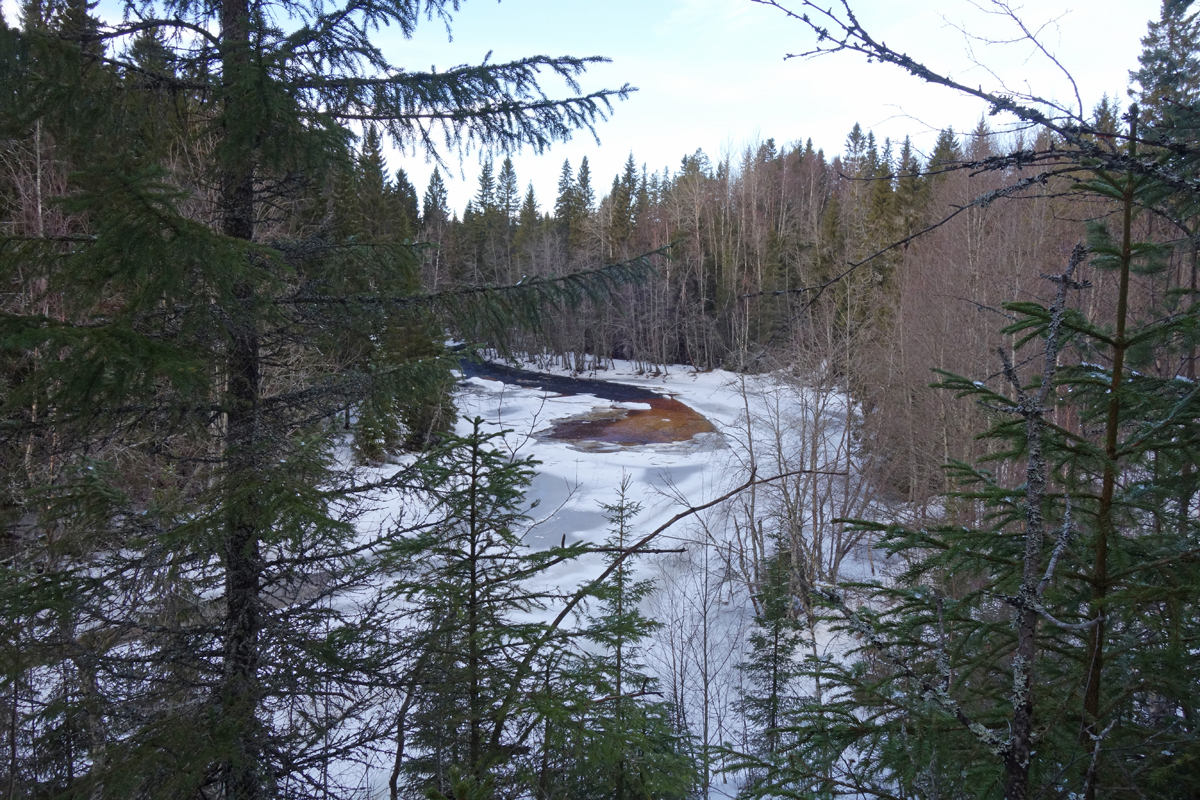
Hörnån strax söder om Häggnäs.
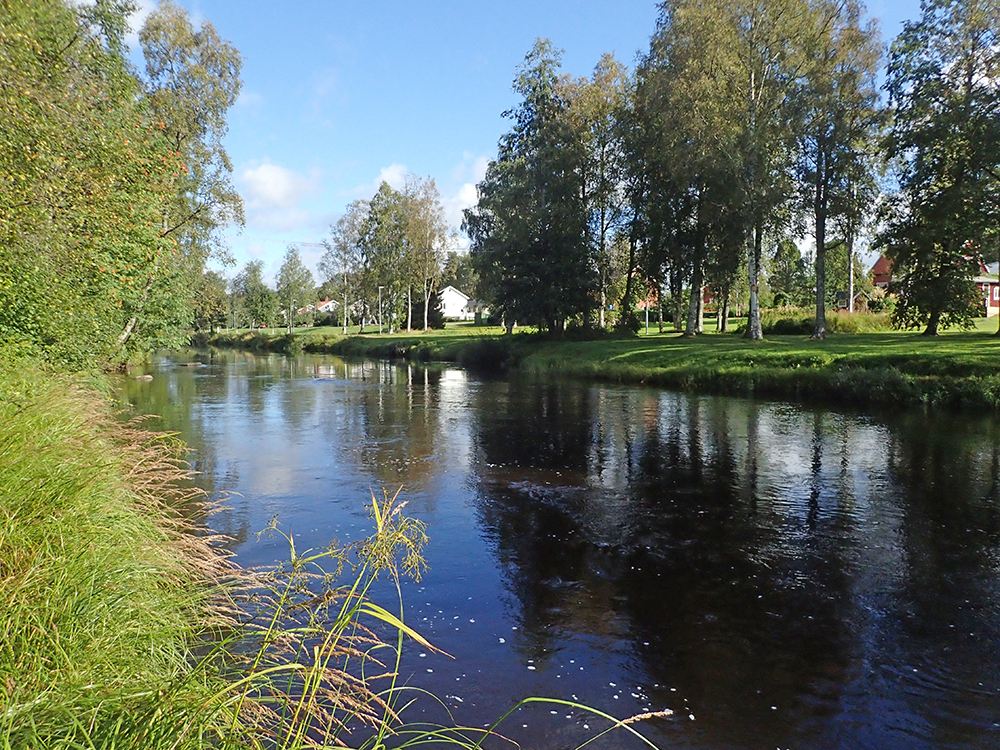
Hörnån i Hörnefors vid Sundelinsvägen.
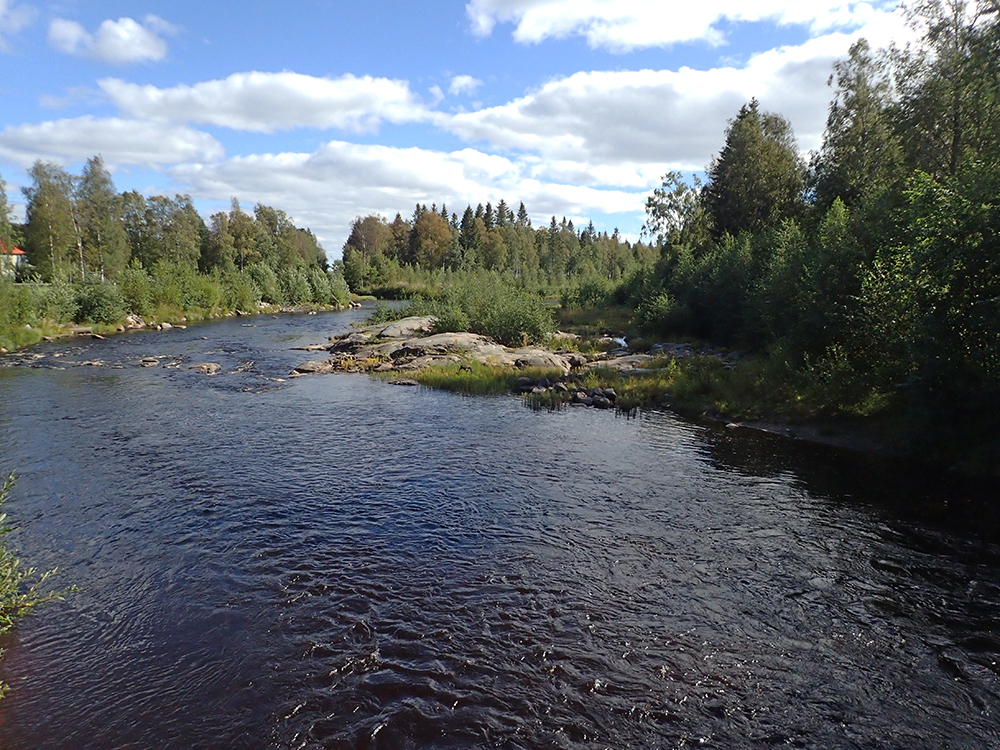
Hörnån nära utloppet nedanför Hörnefors kyrka.